# Будівничий Сольнес
«Будівничий Сольнес» — п'єса норвезького драматурга Генріка Ібсена.

## Сюжет
Дія відбувається у будинку будівничого Сольнеса.

## Персонажі
- Будівничий Халвар Сольнес
- Фру Аліна Сольнес, його дружина.
- Доктор Хердал — домашній лікар.
- Кнут Брувик — колишній архітектор, тепер помічник Сольнеса.
- Рагнар Брувик — його син, кресляр.
- Кая Фослі — племінниця старого Брувика, бухгалтер.
- Фрекен Хільда Вангель
- Дами
- Вулична юрба

## Театральні постановки

### Перша постановка
Перша постановка п'єси відбулася 19 січня 1893 року в Берліні.

### Відомі постановки
1998 — Державний драматичний Театр на Ливарному — режисер Володимир Туманов
2002 — Московський академічний театр ім. Вл. Маяковського — режисер Т. Ахрамкова, у ролі Сольнеса — Леонід Кулагін (прем'єра 3 апреля).

## Екранізації
- 1960 — «Будівничий Сольнес» / The Master Builder (США) — реж.: Джон Стікс.
- 1966 — «Будівничий Сольнес» / Baumeister Solness (НДР) — реж.: Ханс Швайкарт.
- 1981 — «Будівничий Сольнес» / Baumeister Solness (Норвегія).
- 1984 — «Будівничий Сольнес» / Baumeister Solness (НДР) — реж.: Петер Задек.
- 2004 — «Будівничий Сольнес» / Baumeister Solness (Австрія) — реж.: Томас Остермайер.